# سیارک ۱۸۹۱۸۸
سیارک ۱۸۹۱۸۸ (به انگلیسی: 189188 Floralien، نامگذاری:2003FL6)۱۸۹۱۸۸مین سیارک کشف شده‌است که در ۲۷ مارس ۲۰۰۳ کشف شد.